# Sudines
Sudines (en grec antic: Σουδίνες) va ser un astròleg i endeví d'origen caldeu que va viure cap al segle iii aC.
Va ser l'astròleg del rei Àtal de Pèrgam (241 aC- 197 aC) i va lluitar amb ell contra els gàlates l'any 240 aC. Tenia coneixements d'hepatoscòpia, pràctica màgica que consisteix a observar el fetge de les víctimes, tal com feien els harúspexs etruscs. Els seus coneixements astrològics havien de ser importants, perquè Veti Valent feia servir les seves taules lunars quatre segles després.
Segons Frontí, durant el regnat d'Èumenes (197 aC- 159 aC) va cometre un frau molt famós en l'antiguitat: gravar en el fetge d'una víctima unes frases que prometien la victòria uns dies abans de la batalla contra els gàlates. Poliè, qui diu que va passar en temps del rei Àtal, explica l'engany amb molt de detall: hauria estat el rei (potser per ordre de l'endeví) qui, després de triturar agalla de roure, va escriure a la seva mà dreta (d'esquerra a dreta) les paraules «victòria del rei». Quan es van treure les entranyes de la víctima, va col·locar la mà a sota del fetge, encara calent i tou, i hi va imprimir la inscripció. Sudines, després d'examinar els lòbuls i la vesícula, va girar el fetge i va «descobrir» la inscripció que profetitzava la victòria. El monarca va mostrar el senyal a l'exèrcit que, ple de confiança, va vèncer els gàlates.
Plini el Vell cita diverses vegades un Sudines, al qual atribueix un tractat sobre les virtuts màgiques de les perles i les pedres precioses, i és possible que sigui el mateix personatge.